# Vacunación contra la COVID-19 en Honduras
La vacunación contra la COVID-19 en Honduras es la estrategia nacional de vacunación que ha iniciado el 25 de febrero de 2021, con el fin de inmunizar contra la COVID-19 a la población del país, en el marco de un esfuerzo mundial para combatir la pandemia de COVID-19.

## Lotes de vacunas
| Lotes de vacunas llegadas a Honduras | Lotes de vacunas llegadas a Honduras | Lotes de vacunas llegadas a Honduras | Lotes de vacunas llegadas a Honduras | Lotes de vacunas llegadas a Honduras |
| Puesto                               | Cantidad de dosis                    | Vacuna                               | Fecha de llegada                     | Ref.                                 |
| ------------------------------------ | ------------------------------------ | ------------------------------------ | ------------------------------------ | ------------------------------------ |
| 1°                                   | 5 000                                | Moderna                              | 25 de febrero de 2021                | [ 2 ]                                |
| 2°                                   | 48 000                               | Oxford-AstraZeneca/(COVAX)           | 13 de marzo de 2021                  | [ 3 ]                                |
| 3º                                   | 6 000                                | Sputnik V                            | 16 de abril de 2021                  | [ 4 ]                                |
| 4°                                   | 189 600                              | Oxford-AstraZeneca/(COVAX)           | 4 de mayo de 2021                    | [ 5 ]                                |
| 5°                                   | 34 000                               | Oxford-AstraZeneca                   | 13 de mayo de 2021                   | [ 6 ]                                |
| 6°                                   | 40 000                               | Sputnik V                            | 14 de mayo de 2021                   | [ 7 ]                                |
| 7°                                   | 168 000                              | Oxford-AstraZeneca                   | 22 de mayo de 2021                   | [ 8 ]                                |
| 8°                                   | 36 000                               | Oxford-AstraZeneca                   | 24 de mayo de 2021                   | [ 8 ]                                |
| 9°                                   | 44 000                               | Oxford-AstraZeneca                   | 7 de junio de 2021                   | [ 9 ]                                |
| 10°                                  | 105 300                              | Pfizer-BioNtech/(COVAX)              | 17 de junio de 2021                  | [ 10 ]                               |
| 11°                                  | 105 300                              | Pfizer-BioNtech/(COVAX)              | 18 de junio de 2021                  | [ 10 ]                               |
| 12°                                  | 168 000                              | Oxford-AstraZeneca                   | 19 de junio de 2021                  | [ 11 ]                               |
| 13°                                  | 36 000                               | Oxford-AstraZeneca                   | 20 de junio de 2021                  | [ 11 ]                               |
| 14°                                  | 2 340                                | Pfizer-BioNtech/(COVAX)              | 23 de junio de 2021                  | [ 10 ]                               |
| 15°                                  | 19 310                               | Oxford-AstraZeneca                   | 23 de junio de 2021                  | [ 12 ]                               |
| 16°                                  | 154 100                              | Oxford-AstraZeneca                   | 24 de junio de 2021                  | [ 11 ]                               |
| 17°                                  | 1 500 000                            | Moderna/(COVAX)                      | 27 de junio de 2021                  | [ 13 ]                               |
| 18°                                  | 59 670                               | Pfizer-BioNtech                      | 30 de junio de 2021                  | [ 14 ]                               |
| 19°                                  | 5 000                                | Pfizer-BioNtech                      | 5 de julio de 2021                   | [ 15 ]                               |
| 20°                                  | 54 990                               | Pfizer-BioNtech                      | 8 de julio de 2021                   | [ 16 ]                               |
| 21°                                  | 187 200                              | Oxford-AstraZeneca/(COVAX)           | 10 de julio de 2021                  | [ 17 ]                               |
| 22°                                  | 40 950                               | Pfizer-BioNtech                      | 15 de julio de 2021                  | [ 18 ]                               |
| 23°                                  | 1 500 100                            | Moderna/(COVAX)                      | 22 de julio de 2021                  | [ 19 ]                               |
| 24°                                  | 40 950                               | Pfizer-BioNtech                      | 22 de julio de 2021                  | [ 20 ]                               |
| 25°                                  | 42 120                               | Pfizer-BioNtech                      | 29 de julio de 2021                  | [ 21 ]                               |
| 26°                                  | 186 030                              | Pfizer-BioNtech                      | 5/6 de agosto de 2021                | [ 22 ]                               |
| 27°                                  | 139 300                              | Oxford-AstraZeneca                   | 7/8 de agosto de 2021                | [ 23 ]                               |
| 28°                                  | 176 670                              | Pfizer-BioNtech                      | 12/13 de agosto de 2021              | [ 24 ]                               |
| 29°                                  | 20 000                               | Sputnik                              | 14 de agosto de 2021                 | [ 25 ]                               |
| 30°                                  | 193 050                              | Pfizer-BioNtech                      | 19 de agosto de 2021                 | [ 26 ]                               |
| 31°                                  | 20 000                               | Sputnik                              | 21 de agosto de 2021                 | [ 27 ]                               |
| 32°                                  | 99 450                               | Pfizer-BioNtech/(COVAX)              | 25 de agosto de 2021                 | [ 28 ]                               |
| 33°                                  | 105 300                              | Pfizer-BioNtech                      | 26 de agosto de 2021                 | [ 29 ]                               |
| 34°                                  | 100 000                              | Oxford-AstraZeneca                   | 26 de agosto de 2021                 | [ 23 ]                               |
| 35°                                  | 92 150                               | Pfizer-BioNtech                      | 27 de agosto de 2021                 | [ 30 ]                               |
| 36°                                  | 204 600                              | Oxford-AstraZeneca                   | 1-3 de septiembre de 2021            | [ 31 ]                               |
| 37°                                  | 105 300                              | Pfizer-BioNtech                      | 2 de septiembre de 2021              | [ 32 ]                               |
| 38°                                  | 81 900                               | Pfizer-BioNtech/(COVAX)              | 3 de septiembre de 2021              | [ 33 ]                               |
| 39°                                  | 101 000                              | Oxford-AstraZeneca                   | 4 de septiembre de 2021              | [ 34 ]                               |
| 40°                                  | 210 600                              | Pfizer-BioNtech                      | 9/10 de septiembre de 2021           | [ 35 ]                               |
| 41°                                  | 150 000                              | Oxford-AstraZeneca                   | 11 de septiembre de 2021             | [ 36 ]                               |
| 42°                                  | 210 600                              | Pfizer-BioNtech                      | 15/16 de septiembre de 2021          | [ 37 ]                               |
| 43°                                  | 45 630                               | Pfizer-BioNtech                      | 17 de septiembre de 2021             | [ 38 ]                               |
| 44°                                  | 7 020                                | Pfizer-BioNtech/(COVAX)              | 17 de septiembre de 2021             | [ 38 ]                               |
| 45°                                  | 180 000                              | Oxford-AstraZeneca/(COVAX)           | 18 de septiembre de 2021             | [ 39 ]                               |
| 46°                                  | 81 900                               | Pfizer-BioNtech/(COVAX)              | 1 de octubre de 2021                 | [ 40 ]                               |
| 47°                                  | 250 000                              | Moderna/(COVAX)                      | 4 de octubre de 2021                 | [ 41 ]                               |
| 48°                                  | 106 470                              | Pfizer-BioNtech/(COVAX)              | 7 de octubre de 2021                 | [ 42 ]                               |
| 47°                                  | 250 040                              | Moderna/(COVAX)                      | 29 de octubre de 2021                | [ 43 ]                               |
| 48°                                  | 394 290                              | Pfizer-BioNtech                      | 4 de noviembre de 2021               | [ 44 ]                               |
| Total dosis                          | 8 103 230                            | S/D                                  | S/D                                  | S/D                                  |
| Población                            | 10 062 993                           | S/D                                  | S/D                                  | S/D                                  |
| % de dosis respecto a la población   | 80,53 %                              | S/D                                  | S/D                                  | S/D                                  |

### Donaciones para Honduras
| País / Organización  | Dosis donadas | Vacuna          | Fecha de llegada         |
| -------------------- | ------------- | --------------- | ------------------------ |
| Israel               | 5 000         | Moderna         | 25 de febrero de 2021    |
| El Salvador          | 34 000        | AstraZeneca     | 13 de mayo de 2021       |
| El Salvador          | 44 000        | AstraZeneca     | 7 de junio de 2021       |
| México               | 154 100       | AstraZeneca     | 24 de junio de 2021      |
| Estados Unidos       | 1 500 000     | Moderna         | 27 de junio de 2021      |
| Estados Unidos       | 1 500 100     | Moderna         | 22 de julio de 2021      |
| Estados Unidos       | 99 250        | Pfizer-BioNtech | 25 de agosto de 2021     |
| España               | 100 000       | AstraZeneca     | 26 de agosto de 2021     |
| Estados Unidos       | 81 900        | Pfizer-BioNtech | 3 de septiembre de 2021  |
| República Dominicana | 101 000       | AstraZeneca     | 4 de septiembre de 2021  |
| México               | 150 000       | AstraZeneca     | 11 de septiembre de 2021 |
| Estados Unidos       | 7 020         | Pfizer-BioNtech | 17 de septiembre de 2021 |
| España               | 180 000       | AstraZeneca     | 18 de septiembre de 2021 |
| Estados Unidos       | 81 900        | Pfizer-BioNtech | 1 de octubre de 2021     |
| Estados Unidos       | 250 000       | Moderna         | 4 de octubre de 2021     |
| Estados Unidos       | 106 470       | Pfizer-BioNtech | 7 de octubre de 2021     |
| Estados Unidos       | 250 040       | Moderna         | 29 de octubre de 2021    |
| Total donadas        | 4 644 780     |                 |                          |

### Dosis llegadas a Honduras por tipo de vacuna
| Vacuna          | Dosis llegadas | Porcentaje |
| --------------- | -------------- | ---------- |
| Moderna         | 3 505 140      | 43,26%     |
| Pfizer-BioNTech | 2 552 980      | 31,51%     |
| AstraZeneca     | 1 959 110      | 24,18%     |
| Sputnik V       | 86 000         | 1,05%      |
| Total dosis     | 8 103 230      | 100,0%     |

### Inicio de la vacunación en Honduras a nivel continental
| Puesto | País                 | Fecha histórica del inicio de vacunación | Primera persona histórica en ser vacunada | Profesión       | Edad     | Artículo principal                 | Refs.  |
| ------ | -------------------- | ---------------------------------------- | ----------------------------------------- | --------------- | -------- | ---------------------------------- | ------ |
| 1°     | México               | 24 de diciembre de 2020                  | María Irene Ramírez                       | Enfermera       | 59 años  | Vacunación en México               | [ 46 ] |
| 2°     | Chile                | 24 de diciembre de 2020                  | Zulema Riquelme                           | Enfermera       | 46 años  | Vacunación en Chile                | [ 47 ] |
| 3°     | Costa Rica           | 24 de diciembre de 2020                  | María Elizabeth Castillo                  | Paciente        | 91 años  | Vacunación en Costa Rica           | [ 48 ] |
| 4°     | Argentina            | 29 de diciembre de 2020                  | Allí Flavia Loiacono                      | Médica          | TBA      | Vacunación en Argentina            | [ 49 ] |
| 5°     | Brasil               | 17 de enero de 2021                      | Mônica Calazans                           | Enfermera       | 54 años  | Vacunación en Brasil               | [ 50 ] |
| 6°     | Panamá               | 20 de enero de 2021                      | Violeta Edith Gaona de Cocherán           | Enfermera       | 59 años  | Vacunación en Panamá               | [ 51 ] |
| 7°     | Ecuador              | 21 de enero de 2021                      | Jeanneth Morales                          | Médica          | 45 años  | Vacunación en Ecuador              | [ 52 ] |
| 8°     | Bolivia              | 29 de enero de 2021                      | Sandra Ríos Villarte                      | Enfermera       | 40 años  | Vacunación en Bolivia              | [ 53 ] |
| 9°     | Perú                 | 9 de febrero de 2021                     | Josef Vallejos Acevedo                    | Médico          | TBA      | Vacunación en Perú                 | [ 54 ] |
| 10°    | República Dominicana | 16 de febrero de 2021                    | Ramón Familia Alcantara                   | Médico          | 57 años  | Vacunación en República Dominicana | [ 55 ] |
| 11°    | Colombia             | 17 de febrero de 2021                    | Verónica Luz Machado Torres               | Enfermera       | 46 años  | Vacunación en Colombia             | [ 56 ] |
| 12°    | El Salvador          | 17 de febrero de 2021                    | Mirna Esmeralda Moreno de Murgas          | Enfermera       | 53 años  | Vacunación en El Salvador          | [ 57 ] |
| 13°    | Venezuela            | 18 de febrero de 2021                    | Glendy Amelia Rivero                      | Médica          | TBA      | Vacunación en Venezuela            | [ 58 ] |
| 14°    | Paraguay             | 22 de febrero de 2021                    | Miriam Arrúa                              | Enfermera       | 40 años  | Vacunación en Paraguay             | [ 59 ] |
| 15°    | Honduras             | 25 de febrero de 2021                    | Yelena Soraya Ortega Vásquez              | Enfermera       | 40 años  | Vacunación en Honduras             | [ 60 ] |
| 16°    | Guatemala            | 25 de febrero de 2021                    | Magdalena Guevara González                | Enfermera       | 46 años  | Vacunación en Guatemala            | [ 61 ] |
| 17°    | Uruguay              | 27 de febrero de 2021                    | Cecilia Moreno y Erika Correa             | Adtva. y Enfra. | 22 y TBA | Vacunación en Uruguay              | [ 62 ] |
| 18°    | Nicaragua            | 2 de marzo de 2021                       | Marco Antonio Aráuz                       | Paciente        | 62 años  | Vacunación en Nicaragua            | [ 63 ] |